# Bucky Walters
William Henry Walters (Filadelfia, Pensilvania, 19 de abril de 1909-Municipio de Abington, Pensilvania, 20 de abril de 1991), más conocido como Bucky Walters, fue un jugador profesional estadounidense de béisbol que se desempeñó en la posición de lanzador en las Grandes Ligas de Béisbol (MLB). Logró obtener el premio MVP (jugador más valioso).

## Carrera
Walters jugó como profesional dos temporadas en Boston Braves (1931-1932), después pasó a Boston Red Sox (1933-1934), luego a Philadelphia Phillies (1934-1938), posteriormente a Cincinnati Reds (1938-1948), y finalmente, regresó a Boston Braves, donde jugó una temporada (1950), y fue el equipo en el que se retiró.

## Premios
Fue galardonado con el MVP (jugador más valioso) en una oportunidad (1939).